# Nordostflotte (Japanisches Kaiserreich)
Die Nordostflotte des Japanischen Kaiserreichs (japanisch 北東方面艦隊, Hokutō Hōmen Kantai) war eine Flotte der Kaiserlich Japanischen Marine. Sie wurde am 5. August 1943 während des Pazifikkriegs im Zweiten Weltkrieg gegründet. Ihre Existenz war nur von relativ kurzer Dauer, da sie am 5. Dezember 1944 wieder aufgelöst wurde.

## Vorgeschichte
Japanische Einheiten hatten im Juni 1942 die beiden Inseln Kiska und Attu in den Aleuten besetzt. Die Invasion fand als Ablenkung gleichzeitig mit der Schlacht um Midway statt. Attu wurde im Mai 1943 von den US-amerikanischen Truppen zurückerobert und etwa zwei Monate später auch Kiska (→ Schlacht um die Aleuten).

## Gründung
Um nun die nördliche Verteidigung Japans gegen die Möglichkeit einer Ausweitung der Operationen der Vereinigten Staaten von den Aleuten auf die Chishima-Inseln, Karafuto und Nordjapan selbst zu koordinieren, wurde die Nordostflotte am 5. Dezember 1943 gegründet. Sie war direkt der Kombinierten Flotte unterstellt. Als Oberkommandierender wurde Vizeadmiral Michitaro Totsuka vom gemeinsamen Oberkommando für Armee und Marine, dem Daihon’ei, eingesetzt. Die Hauptaufgabe der Nordostflotte bestand in Patrouillenfahrten nahe der Aleuten, Kurilen und Sachalin. Dazu wurde die 5. Flotte der Nordostflotte unterstellt.

## Struktur der Nordostflotte zur Gründungszeit
|              | Direkt unterstellt 22. Hilfskreuzerdivision | 5. Flotte | 12. Luftflotte |
| ------------ | ------------------------------------------- | --- | --- |
| Befehlshaber | Vizeadmiral Michitaro Totsuka               | Konteradmiral Shiro Kawase | Vizeadmiral Michitaro Totsuka |
| Einheiten    | Awata Maru, Akagi Maru, Asaka Maru          | - 21. Kreuzerdivision mit Nachi (Flaggschiff), Maya, Tama, Kiso - 6 Zerstörerdivisionen mit Abukuma, Akigumo, Asagumo, Hatsushimo, Hibiki, Kazagumo, Naganami, Samidare, Shimakaze, Usugumo, Wakaba und Yūgumo - Zusätzlich zugewiesene Einheiten: - U-Boot-Flottille 7 mit I-2, I-4, I-5 und I-6 - Kaibōkan Kunashiri - Flugzeugmutterschiff Kimikawa Maru - Trossschiff Nippon Maru | 24. und 27. Luftflottille mit insgesamt - 72 Mitsubishi G4M landgestützte Bomber, - 72 Aichi D3A trägergestützte Bomber, - 108 Mitsubishi A6M Jagdflugzeuge, - 72 Nakajima B6N Torpedobomber, - 12 Aichi E13A Aufklärungsflugzeuge, - 12 Kawanishi H8K Flugboote, - 9 Nakajima J1N Nachtjäger, - 3 Nakajima L2D Transportflugzeuge |

nach 
Das Hauptquartier der Nordostflotte befand sich in Chitose auf Hokkaido, wurde aber in der Zeit vom 20. April bis 10. August 1944 per Lufttransport nach Norden zum Marinestützpunkt Kataoka im Nordwesten der Kurilen-Insel Schumschu verlegt.

## Neuorganisation vor der Schlacht in der Philippinensee
Am 15. August 1944 wurden Flotteneinheiten unter dem Kommando der 5. Flotte von den Verteidigungsaufgaben des nördlichen Gebiets entbunden, um die Kombinierte Flotte für entscheidende Schlachten im Gebiet der Philippinen zu verstärken.
Nach dem Rückzug Japans von den Aleuten wurde dann die komplette Nordostflotte im Oktober 1944 direkt den Philippinen zugeteilt. Sie nahm an der Schlacht im Golf von Leyte teil und die noch einsatzfähigen Schiffe wurden am 5. Dezember 1944 der Südwestflotte angeschlossen.

## Führung

### Oberbefehlshaber
| Nr. | Dienstgrad und Name          | Amtszeit            | Amtszeit           |
| Nr. | Dienstgrad und Name          | Beginn der Amtszeit | Ende der Amtszeit  |
| --- | ---------------------------- | ------------------- | ------------------ |
| 1.  | Vizeadmiral Tozuka Michitarō | 5. August 1943      | 15. September 1944 |
| 2.  | Vizeadmiral Gotō Eiji        | 15. September 1944  | 5. Dezember 1944   |